# Российский сегмент МКС

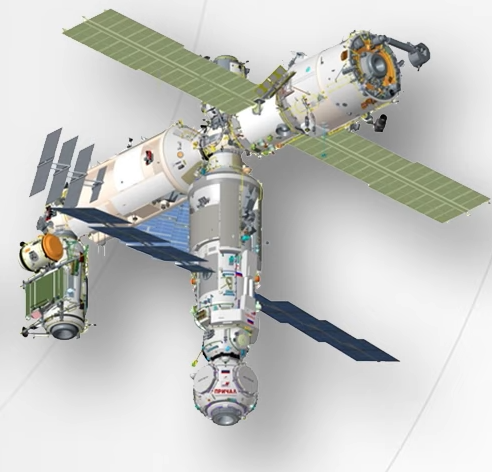
Российский сегмент МКС с 26 ноября 2021 года. В центре — «Наука», внизу — «Причал»

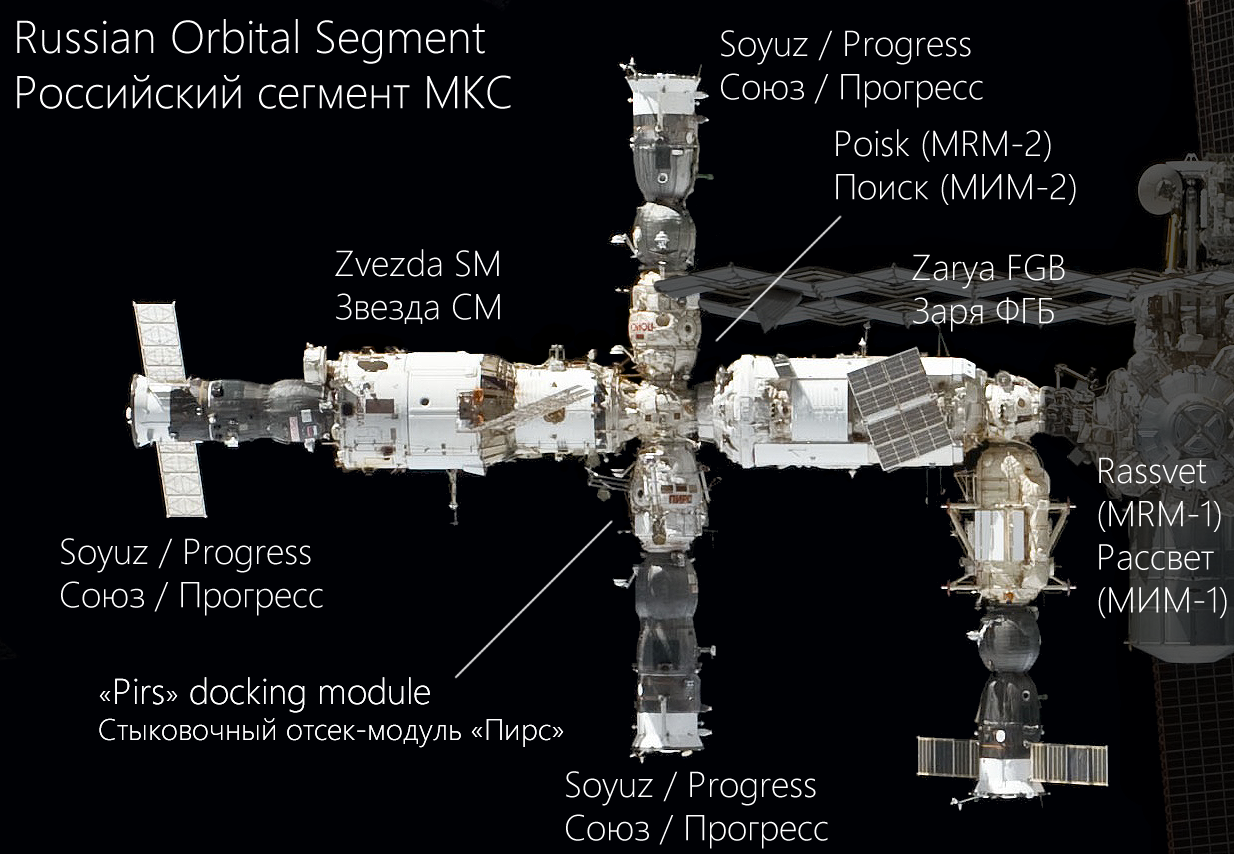
Конфигурация российского сегмента МКС с 2010 по июль 2021 года (до замены «Пирса»)

Российский сегмент МКС — модули и оборудование Международной космической станции, изготовленные и эксплуатируемые Роскосмосом.
Сегмент состоит из шести модулей и пристыкованных к ним кораблей. Один из модулей, «Заря», является собственностью НАСА. Сегмент (с учётом «Зари») занимает около 17 % станции по массе (76,4 т) и около 27 % по герметичному объёму (265,4 м³). Его солнечные элементы дают около 25 % от общего объёма производства электроэнергии МКС.

## Состав

### На орбите
| Название        | Характер                               | Выведен на орбиту (UTC) | РН                 | Масса, т | Герметичный/жилой объём, м³ | Мощность солнечных батарей, кВт |
| --------------- | -------------------------------------- | ----------------------- | ------------------ | -------- | --------------------------- | ------------------------------- |
| «Заря»          | функционально-грузовой блок (ФГБ)      | 20 ноября 1998          | «Протон-К»         | 20,26    | 71,5 / 57.8                 | 3,0                             |
| «Звезда»        | модуль жизнеобеспечения (СМ)           | 12 июля 2000            | «Протон-К»         | 20,3     | 75,0 / 46.7                 | 13,8                            |
| «Поиск»         | малый исследовательский модуль (МИМ-2) | 10 ноября 2009          | «Союз-У»           | 3,67     | 12,5 / 9,5                  | -                               |
| «Рассвет»       | стыковочно-грузовой модуль (МИМ-1)     | 14 мая 2010             | «Атлантис» STS-132 | 8,0      | 17,4 / 5,8                  | -                               |
| «Наука»         | многоцелевой лабораторный модуль (МЛМ) | 21 июля 2021            | «Протон-М»         | 20,3     | 70 / 59,1                   | около 2,5                       |
| «Причал»        | узловой модуль (УМ)                    | 24 ноября 2021          | «Союз-2.1б»        | 3,89     | 19 / 14                     | -                               |
| Сегмент в целом |                                        | 1998—2021               |                    | 76,4     | 265,4 / 192,9               | 19,3                            |

### Сведён с орбиты
| Название | Характер                 | Выведен на орбиту (UTC) | Сведён с орбиты (UTC) | РН       | Масса, т | Герметичный/жилой объём, м³ |
| -------- | ------------------------ | ----------------------- | --------------------- | -------- | -------- | --------------------------- |
| «Пирс»   | стыковочный модуль (СО1) | 14 сентября 2001        | 26 июля 2021          | «Союз-У» | 3,58     | 13 / ?                      |

### Стыковочные узлы и шлюзы
Сегмент имеет 8 стыковочных узлов, служащих портами: 5 на модуле «Причал» (4 из них предназначены для стыковки новых модулей, но пригодны и для приёма кораблей), и по одному на модулях «Звезда» (кормовой), «Поиск» (зенитный) и «Рассвет» (надирный). Девятый узел, на гермоадаптере модуля «Наука» (передний), предназначен для пристыковки шлюзовой камеры, которая намечена на лето 2022 года. Все стыковочные узлы сегмента соответствуют стандарту ССВП и имеют внутренний диаметр 80 см.
Кроме них, в сегменте имеется 5 межмодульных узлов и 3 внутримодульных люка (в модулях «Заря», «Звезда», «Наука»), а также передний стыковочный узел модуля «Заря», ведущий, через гермоадаптер РМА-1, в американский сегмент.
На модуле «Поиск» расположены 2 шлюзовых люка (боковые) диаметром 1 м для ВКД.
Сегмент оснащён 20 иллюминаторами, включая 14 на модуле «Звезда», 2 — на шлюзовых люках «Поиска», 2 — на модуле «Наука» (крупнейший, диаметром 426 мм, обращённый в сторону кормы, и малый в люке для шлюзовой камеры, после пристыковки камеры 3 мая 2023 года стал внутренним).

### Ранее планировалось
Модули, запуски которых планировались ранее:
- УСМ (универсальный стыковочный модуль) — модуль для обеспечения стыковки российского сегмента с модулем НЭМ.
- Модуль жизнеобеспечения. Отменён из-за недостатка финансирования.
- Научно-энергетическая платформа — предназначался для обеспечения энергией российского сегмента. Отменена из-за недостатка финансирования. Её корпус был использован для создания модуля «Рассвет».
- Исследовательский модуль. Планировалось два модуля на базе ФГБ. Отменены из-за недостатка финансирования. Взамен созданы МИМ-1 и МИМ-2 и МЛМ «Наука».
- Складской модуль. Отменен из-за недостатка финансирования[9].
- «ОКА-Т» (автономный обслуживаемый космический аппарат — технологический) — доставка планировалась на конец 2018 года[10]. Космический комплекс предназначен для биотехнологических, микрогравитационных и прикладных технологических исследований. Срок активного существования комплекса на орбите — 5 лет.
- Научно-энергетический модуль — изначально разрабатывался как часть Российского сегмента МКС и планировался к запуску в 2025 году[11]. В апреле 2021 года было объявлено, что он станет первым модулем РОСС взамен стыковке с МКС, запуск намечен на 2025 год[12].

10 ноября 2019 года заместитель главного конструктора Института медико-биологических проблем (ИМБП) РАН Евгения Ярманова сообщила СМИ о необходимости создания специального модуля для занятий спортом и проведения медицинских экспериментов (спортивные тренажеры, пневмовакуумный костюм «Чибис», штатная аппаратура медицинского контроля и проведение в модуле штатных медицинских тестов и тех медико-биологических исследований, которые требуют использования штатного медицинского оборудования). Первоначально планировалось, что в российский сегмент МКС войдут два НЭМ, один из которых должен был использоваться только для этих целей. В настоящее время все спортивные тренажеры российского сегмента МКС расположены в модуле «Звезда», в котором также находятся каюты для сна, туалет, центральный пост управления и обеденный стол.